# Bibtex

BibTeX logo

BibTeX är ett system för att hantera källhänvisningar och används företrädesvis tillsammans med typsättningssystemet LaTeX.
Referenserna definieras i en bibliografifil, där referensnyckel, författare, titel, tidskrift med mera läggs in. Referensnyckeln används sedan i dokumentet, och när dokumentet typsätts läggs använda referenser upp automatiskt.

## Datorprogram
- JabRef